# 스페인 시나고그

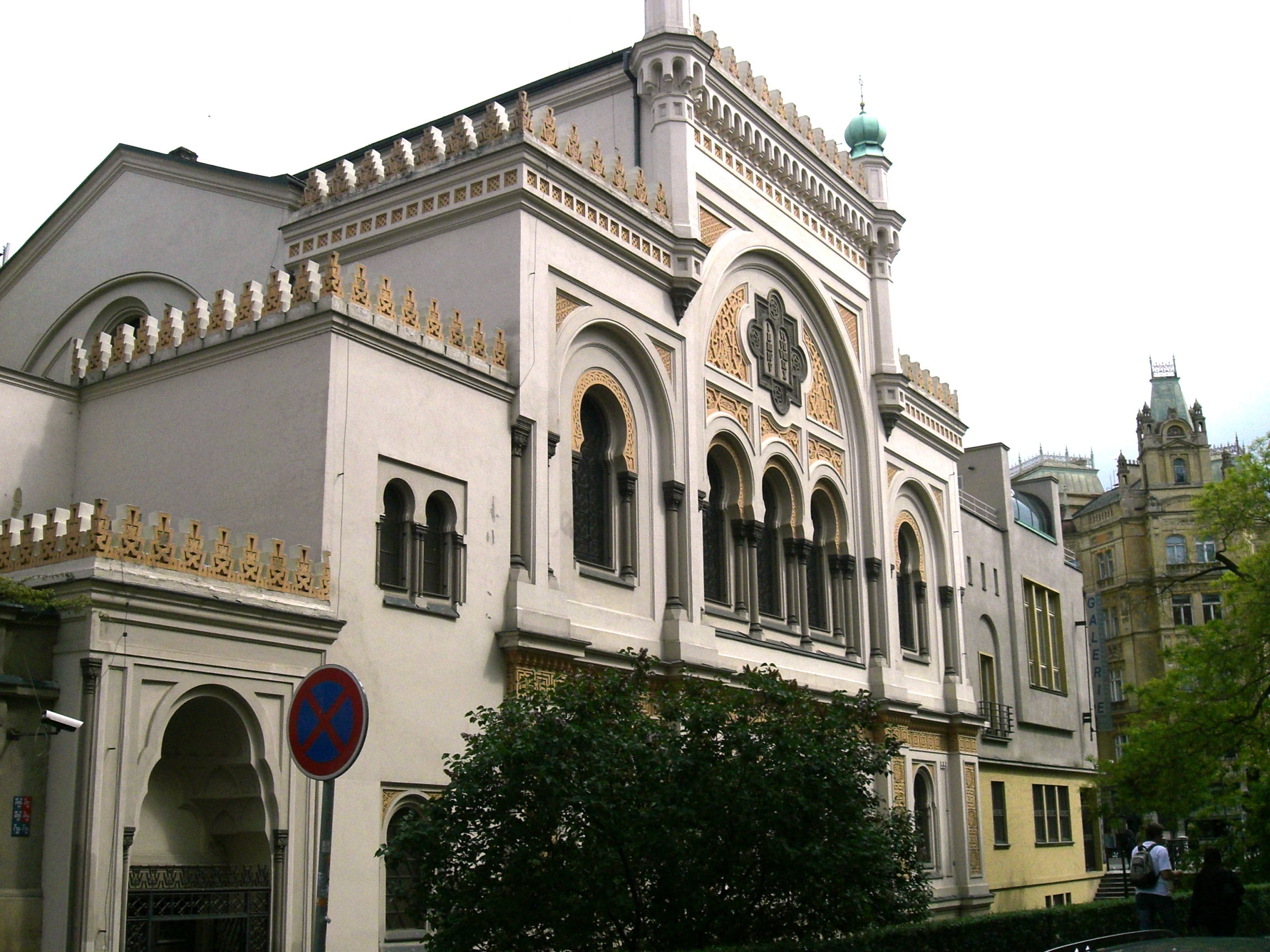
스페인 시나고그

스페인 시나고그(체코어: Španělská synagoga)는 체코 프라하 요세포프에 있는 개혁파 유대교 시나고그다. 이 회당은 1868년에 무어 부흥 양식으로 지어졌다.